# Waldenhof (Gemeinde Pettenbach)
Waldenhof ist eine Rotte in der Marktgemeinde Pettenbach im Bezirk Kirchdorf an der Krems in Oberösterreich.

## Geografie
Die Rotte nördlich von Pettenbach befindet sich etwas westlich des Aiterbaches an der Kremsmünsterer Straße (L562) zwischen Pettenbach und Voitsdorf und stellt die größte Ansiedlung der Ortschaft und Katastralgemeinde Gundendorf dar, die sich von hier nach Norden und nach Westen erstreckt. Nahe am Ort führt die Almtalbahn vorüber.

## Geschichte
Im Franziszeischen Kataster von 1825 ist Waldenhof als Ortslage mit drei Gehöften und einigen kleineren Anwesen genannt. Die drei Anwesen sind mit Waldenhof, Kiesenbauer und Mayer in Waldenhof bezeichnet.